# Louis de Funès
Luis Germain David de Funès de Galarza, bekend als Louis de Funès (Courbevoie, 31 juli 1914 – Nantes, 27 januari 1983), was een Frans komische acteur. Hij was een van de bekendste Franse filmacteurs van de tweede helft van de twintigste eeuw.

## Leven

### Jeugd en opleiding
Louis de Funès had Spaanse ouders. Zijn vader, Carlos Luis de Funes de Galarza, behoorde tot de adel en was aanvankelijk advocaat. Zijn moeder, Leonor Soto Reguera, kwam uit de Spaanse hogere burgerij. Ze hadden zich in Frankrijk gevestigd, waar hun drie kinderen – een dochter en twee zonen – werden geboren. Louis was de jongste. Vader De Funes was diamantair en woonde met zijn gezin in een rijke buurt bij Parijs, maar nadat hij door zwendel geruïneerd werd, liet hij vrouw en kinderen in de steek en vertrok naar Venezuela.
Het achtergebleven gezin moest verhuizen naar een veel eenvoudigere woning en moeder Leonor moest haar kinderen in vrij moeilijke omstandigheden opvoeden. Ze kon zeer autoritair en driftig tegenover hen zijn. Louis de Funès zou later zeggen dat zijn moeder met haar theatrale driftbuien zijn voornaamste lerares acteren was geweest.
Louis de Funès leerde al vanaf zijn vijfde piano spelen. Hij volgde eerst een opleiding tot bontbewerker en studeerde later filmtechniek, maar werd in beide gevallen van school gestuurd. Daarop oefende hij allerlei baantjes uit. Tijdens de Tweede Wereldoorlog werkte hij als barpianist in een nachtclub, terwijl hij overdag lessen aan een toneelschool volgde. Daar leerde hij de acteur Daniel Gélin kennen, die er in 1945 voor zorgde dat hij voor het eerst een rolletje in een film kreeg.

### Begin van zijn loopbaan

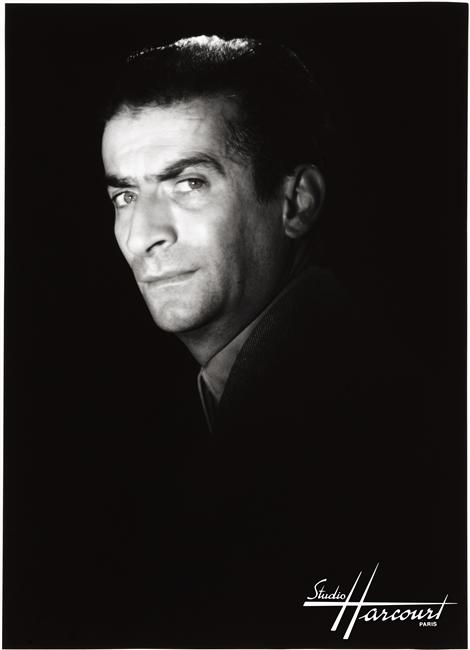
Louis de Funès in 1952

De daaropvolgende jaren speelde De Funès in tientallen films kleine, meestal onopvallende rolletjes. Tegelijk werkte hij op het toneel. Hij nam bijzonder veel acteerwerk aan. Volgens zijn zoon trad hij op één dag soms in drie verschillende toneelstukken op. In 1954 alleen al speelde hij in 18 films.
In 1956 viel hij op in de cultfilm La traversée de Paris van Claude Autant-Lara, waar hij, nog altijd als bijrol, een personage speelde dat later zo typisch voor hem zou zijn.

### Doorbraak

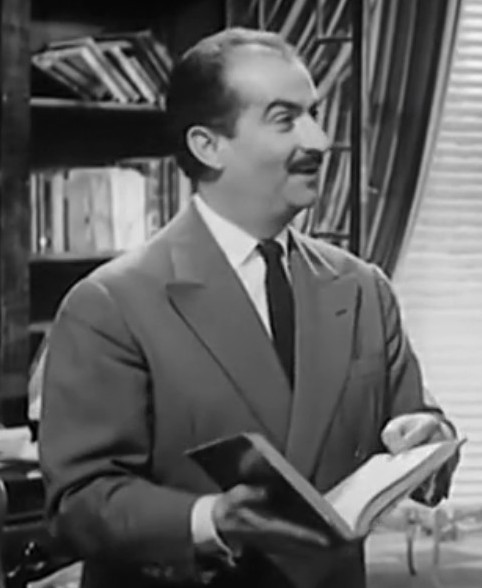
Louis de Funès in 1958

Zijn eerste hoofdrollen had De Funès in 1957 met Comme un cheveu sur la soupe van Maurice Régamey (de enige film waarin hij zelf pianospeelt) en het jaar daarop met Ni vu, ni connu van Yves Robert, maar het was pas in 1963 dat de eerste echte De Funès-film er kwam: Pouic-Pouic van Jean Girault.
Het jaar daarop (1964) werd de inmiddels vijftigjarige De Funès een echte vedette met twee kaskrakers: Le Gendarme de Saint-Tropez, eveneens van Girault, en Fantômas van André Hunebelle. In de eerste film speelde hij de gendarme Ludovic Cruchot, wat zijn bekendste rol zou worden, in de tweede de blunderende commissaris Juve, die de absolute slechterik Fantômas moet bestrijden. Beide personages zou hij nog meerdere malen in vervolgfilms spelen: in totaal kwamen er drie Fantômas- en zes Gendarme-films. De Fantômas-reeks stopte na drie delen, onder meer omdat Jean Marais, die zowel de titelrol als de eigenlijke held speelde, steeds meer in de schaduw gezet werd door het komische optreden van De Funès.

### Succes

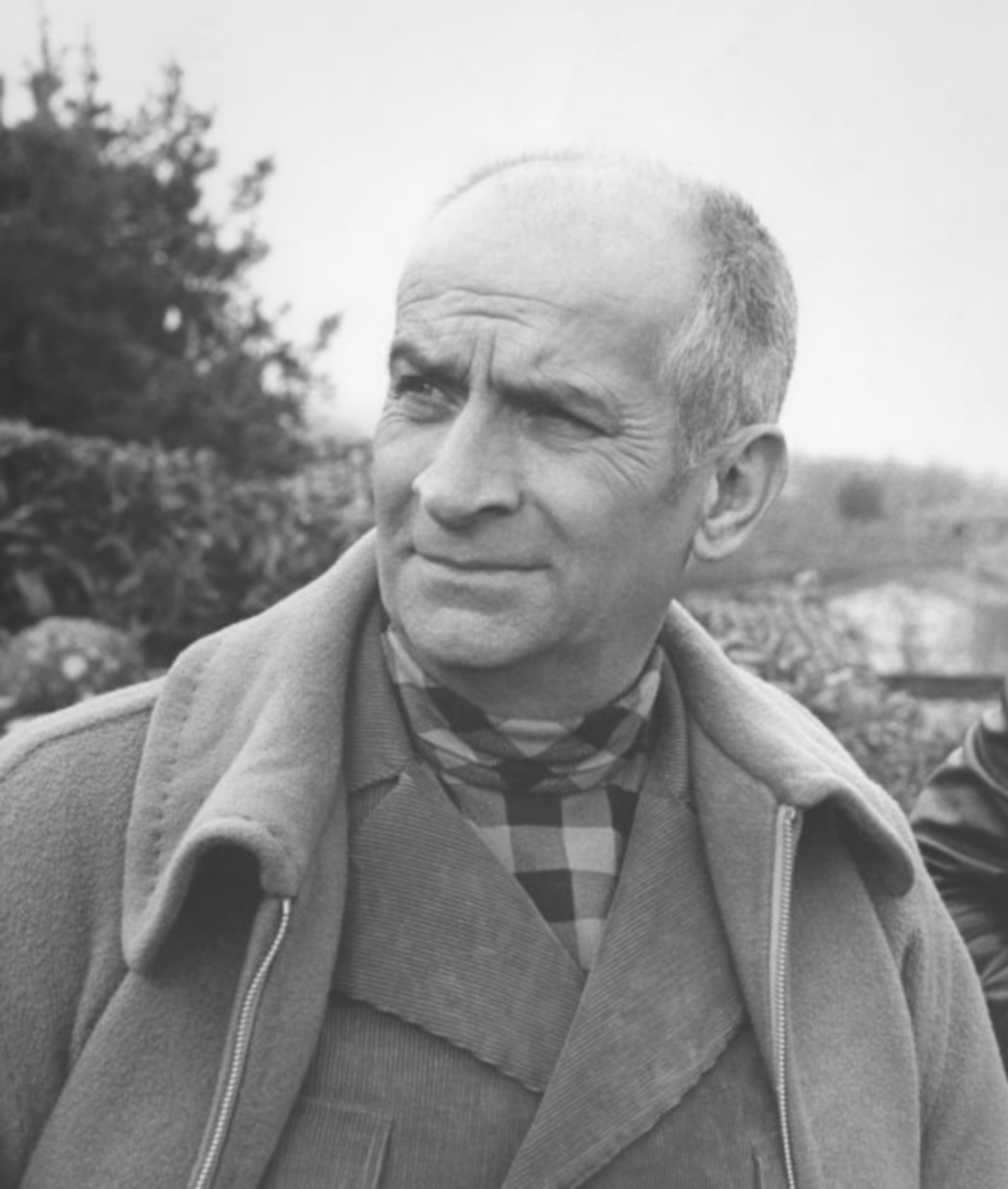
Louis de Funès in 1970

Nog veel groter was het succes dat De Funès in 1965 behaalde met Le Corniaud van Gérard Oury, waarin hij met Bourvil optrad. De film was in Frankrijk goed voor 12 miljoen bezoekers. Het jaar daarop maakte Oury met het duo Bourvil-De Funès de humoristische oorlogsfilm La Grande Vadrouille, de succesvolste Franse film in bijna een halve eeuw (17 miljoen bezoekers).
In de jaren daarop volgde de ene De Funès-film na de andere, alle kaskrakers, met als laatste grote topper Les Aventures de Rabbi Jacob (1973) van Oury, die vaak beschouwd wordt als zijn meest geraffineerde film, vanwege de humor rond vooroordelen en racisme.
Daarnaast bleef hij zeer actief op het toneel. Zijn grootste succes op de planken werd het stuk Oscar, waarin hij meer dan 400 keer optrad en waarvan hij ook een filmversie zou spelen.
De zware inspanningen die hij daarbij leverde, eisten hun tol. Op 21 mei 1975 kreeg De Funès een hartaanval. Een week later volgde een tweede infarct, waardoor hij het acteren voorlopig moest stopzetten.

### Laatste jaren
Een lange periode van herstel volgde. Het toneel werd hem helemaal verboden en filmopnames moesten worden onderbroken door voldoende rustpauzes. Verzekeraars aarzelden om filmproducties met De Funès te verzekeren vanwege het risico voor zijn gezondheid.
In 1976 verscheen De Funès opnieuw op het witte doek, verouderd en vermagerd, met de nieuwe kaskraker L'aile ou la cuisse, een komedie rond de Franse gastronomie. Hij trad nog in een half dozijn films op, waaronder het door hem zelf geregisseerde L'Avare, de verfilming van De vrek van Molière.
Begin 1983 overleed Louis de Funès aan een nieuwe hartaanval. Hij was 68 jaar oud.

## De acteur

### Populariteit
Louis de Funès was in de tweede helft van de jaren 1960 de bekendste en best betaalde Franse acteur. In Frankrijk zorgen zijn films voor 270 miljoen verkochte bioscoopkaartjes. Enkele films haalden meer volk naar de bioscoop dan bekende Hollywood-producties. Ook in andere Europese landen was hij enorm populair, zeker in België, Duitsland en Italië, maar ook in het toenmalige Oostblok, met name in Tsjecho-Slowakije.
In de Verenigde Staten was hij minder bekend, hoewel Les Aventures de Rabbi Jacob voor een Golden Globe werd genomineerd.
De Funès blijft populair doordat zijn films via onder andere televisie en dvd bekeken worden.

### Het De Funès-type
In alle films waarin Louis de Funès sinds 1964 optrad, speelt hij personages van een type dat soms werd aangeduid als de "kwade held". Hij is bekrompen, bevooroordeeld, achterdochtig, autoritair, onredelijk en opvliegend. Dat laatste uit zich vaak in spectaculaire driftbuien. Meestal is hij een hooggeplaatst persoon die ondergeschikten afsnauwt en oneerlijk behandelt, maar is hij tegelijk kruiperig jegens wie machtiger is dan hij. Desondanks weet hij met dat antipathieke personage de sympathie van het publiek te winnen, ook al omdat hij nooit echt kwaad doet en uiteindelijk aan de "goede" kant staat, en vaak tot inkeer komt nadat hij zich uit allerlei hachelijke situaties heeft weten te redden. Dat De Funès met dat type zo populair werd, komt wellicht omdat het zo herkenbaar is.
Zijn weinig indrukwekkende figuur (1,64 m hoog, kaal met een haakneus), zijn manier van spreken en zijn gelaatsuitdrukkingen versterkten vaak de humor van zijn voorkomen. Bovendien verscheen hij op het scherm in ontelbare vermommingen, van een Spaanse edelvrouw en een New Yorkse politieagent tot een Belgisch matroos en een hippie.
De echte Louis de Funès was helemaal niet het type dat hij speelde. Hij was eerder timide en voorzichtig en zei van zichzelf dat hij niet veel humor had. Zijn stem klonk anders als hij niet acteerde.

### Acteertalent
Het enthousiasme van het grote publiek voor De Funès werd aanvankelijk niet gedeeld door veel cinefielen en filmcritici, die vaak hun neus optrokken voor zijn wijze van acteren. In intellectuele kringen werd meewarig gedaan over de "driftkikker" en "smoelentrekker" die optrad in films die weinig om het lijf hadden, maar die in zijn succesjaren meer verdiende dan andere, beter geachte acteurs.
Later werd De Funès meer gewaardeerd om zijn acteertalent. Kenners zien in zijn werk verbanden met de commedia dell'arte en Charlie Chaplin. Zijn humor was clownesk, maar nooit vulgair. Kinderen zijn er dol op. Latere komische acteurs zien in hem een voorbeeld. Bovendien was hij een perfectionist die keihard werkte. Zelfs de kleinste rolletjes die hij in het begin speelde, bereidde hij intensief voor. Zijn komische prestaties, zowel door taal, mimiek en gebaren, waren tot in de puntjes ingestudeerd. De heftigheid waarmee hij acteerde, betekende voor hem een zware fysieke inspanning. Na zijn hartaanvallen moest hij het kalmer aan doen, maar dat ging niet ten koste van de kwaliteit van zijn acteerwerk.
Hij mocht dan een groot acteur zijn, in echt grote films heeft hij niet gespeeld. Er waren plannen om films te maken met befaamde regisseurs, die nooit verwezenlijkt werden. Overigens beschouwde De Funès zichzelf uitdrukkelijk als een komisch acteur. Hij weigerde om in ernstige films op te treden.

### Enkele bijzonderheden
- De regisseur die het meest met De Funès samenwerkte was Jean Girault. Samen hebben ze twaalf films gemaakt, waaronder L'Avare (die ze samen regisseerden) en de zes gendarmefilms. Le gendarme et les gendarmettes was voor beiden de laatste film: Girault overleed tijdens de opnamen.
- De actrice Claude Gensac trad in liefst elf films met Louis de Funès op, waaronder tien films waarin ze zijn echtgenote speelt. Velen geloofden dan ook dat ze werkelijk zijn vrouw was, maar ten onrechte. Gensac speelde die rollen wel met de steun van De Funès' echte vrouw, die vond dat ze hem ondersteunde en kalmeerde.
- Door zijn hartaanval kon De Funès niet meer optreden in een nieuwe geplande film van Oury, Le Crocodile, waarin hij een Zuid-Amerikaanse dictator moest spelen. Toen De Funès definitief afhaakte, probeerde Oury de Brit Peter Sellers voor die rol in te zetten, maar toen Sellers in 1980 stierf, liet hij het project varen.
- Toen De Funès overleed, was hij aangezocht voor de komische oorlogsfilm Papy fait la résistance, waarin hij de halfbroer van Adolf Hitler zou spelen. Door zijn dood zou die rol uiteindelijk vertolkt worden door Jacques Villeret, maar de film werd opgedragen aan De Funès.

## Privéleven

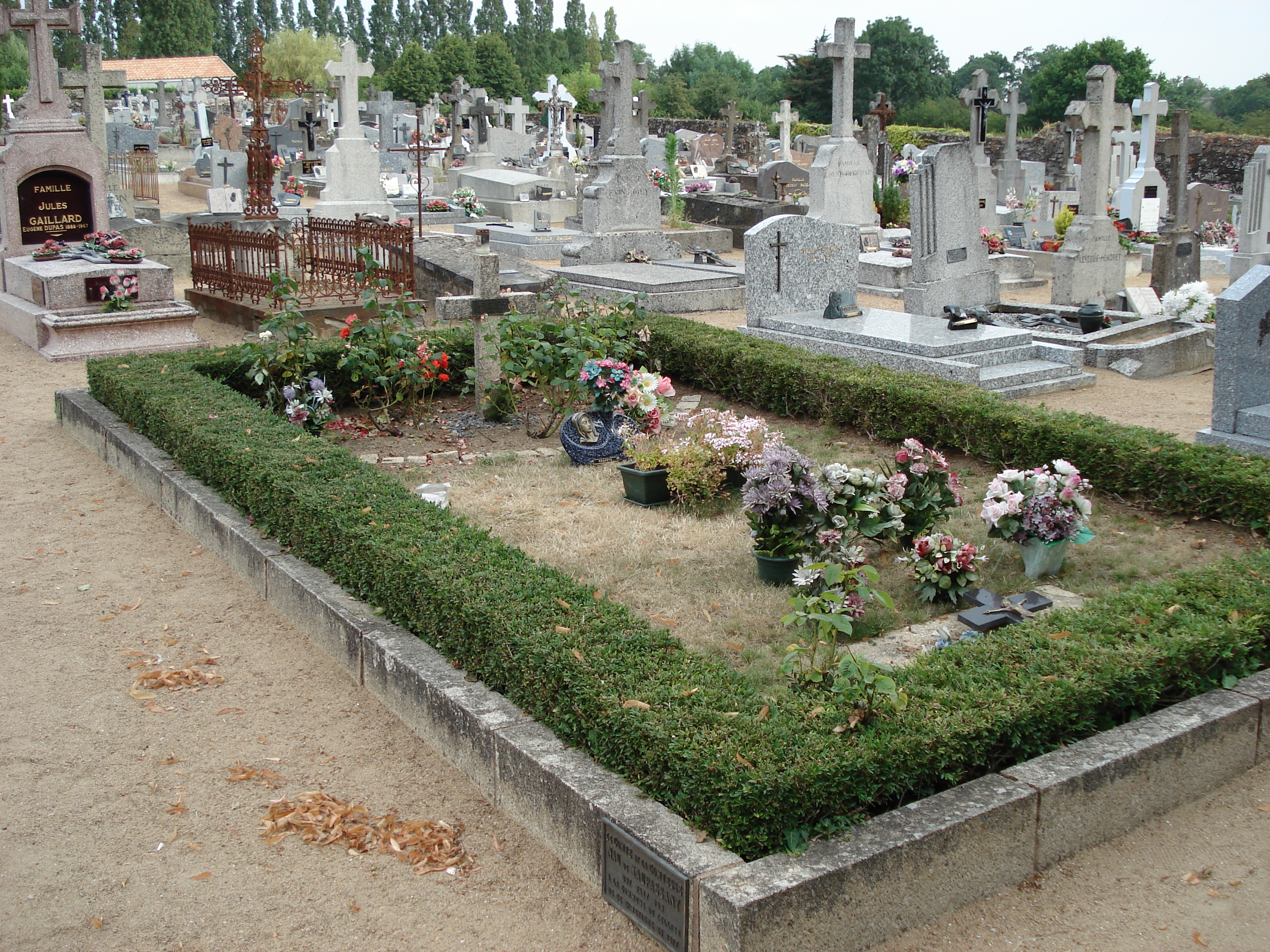
Het graf van Louis de Funès

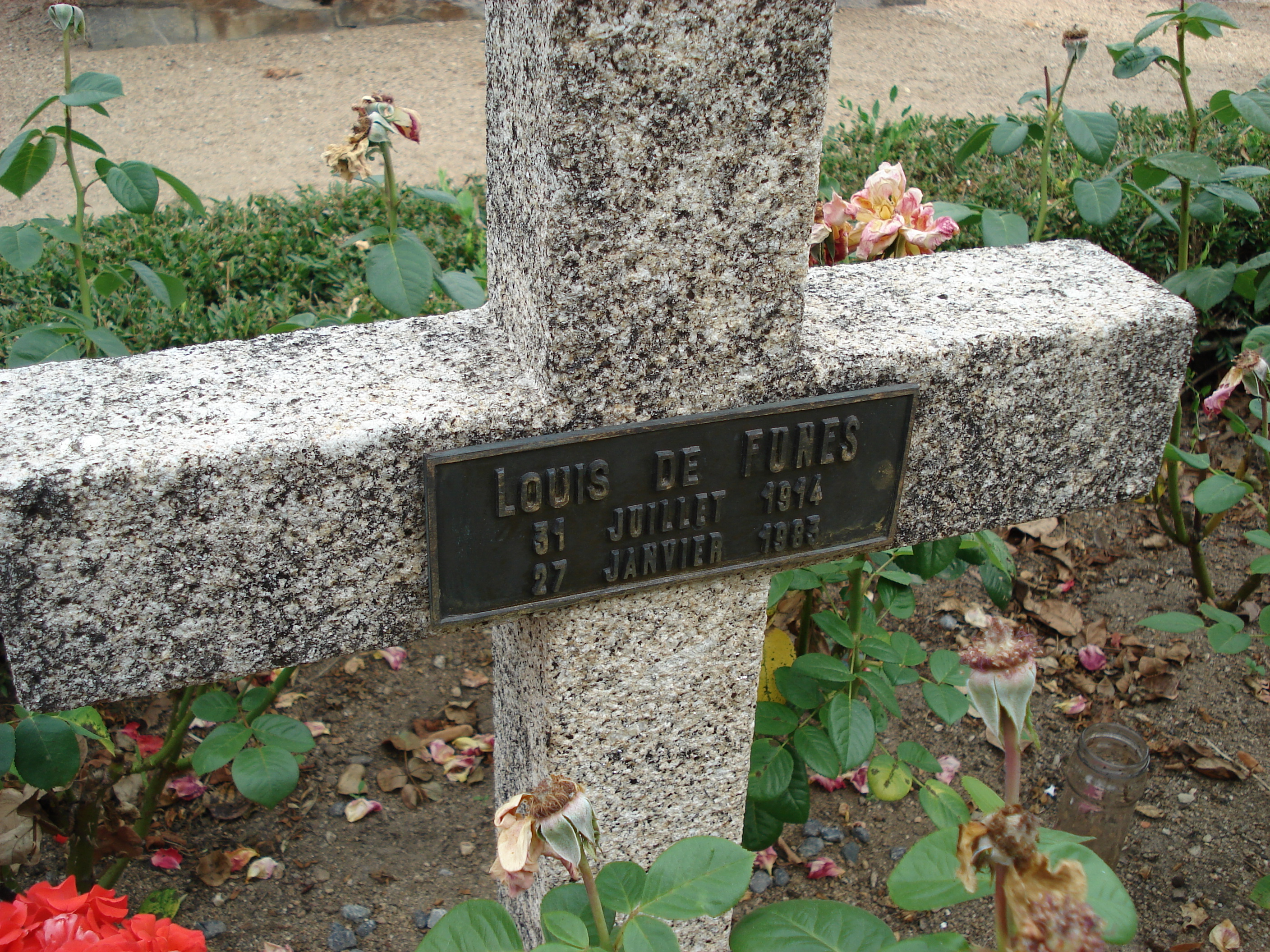
Het kruis op het graf

Het eerste huwelijk van Louis de Funès in 1936, waaruit een zoon geboren werd, hield maar enkele jaren stand. Nadat hij het jaar ervoor gescheiden was, hertrouwde hij in 1943 met Jeanne Barthélémy (1914-2015), die zich Barthélémy de Maupassant noemde omdat ze verwant zou zijn aan de beroemde schrijver Guy de Maupassant (wat betwijfeld wordt). Ze had een grote invloed op haar man. Ze adviseerde hem over welke rollen hij moest aanvaarden en bemoeide zich soms met het maken van de films. Onder haar invloed zou hij ook alle contact met zijn oudste zoon hebben verbroken.
Louis en Jeanne de Funès kregen samen twee zoons. De oudste, Patrick (1944), werd radioloog en schreef enkele boeken. De jongste, Olivier (1949), speelde in enkele films met zijn vader en werd later piloot.
Zijn vrouw erfde van een tante een deel van het kasteel van Clermont in Le Cellier, niet ver van Nantes. De Funès zou later het hele kasteel kopen, met het fortuin dat hij voor zijn rol in La Grande Vadrouille had verdiend. Hij legde er een rozentuin aan. Rozen kweken was zijn geliefkoosde tijdverdrijf.
Buiten zijn werk leefde Louis de Funès vrij teruggetrokken en had hij weinig contact met andere acteurs en vedetten.
Jeanne de Funès overleed in 2015 op 101-jarige leeftijd en werd naast haar man begraven op het kerkhof van Le Cellier.

## Eerbetoon
- De belangrijkste filmprijs die Louis de Funès ontving, was een ere-César in 1980.
- Hij werd in 1973 ridder van het Legioen van Eer.
- Een jaar na zijn dood werd een ras (cultivar) van rozen naar Louis de Funès genoemd.
- In 2014, honderd jaar na zijn geboorte, werd een nieuwe weg in Parijs de Allée Louis-de-Funès genoemd.

## De Funès in strips
- De Funès heeft een cameo gespeeld in twee Kiekeboe-albums die zich in Frankrijk afspelen. In Klavertje Vier, waarin hij als boerin "Louise" voorkomt en in De Medusa-stichting, waar hij hoofd is van de gendarmerie, net als in zijn film Le Gendarme de Saint-Tropez. In Een echte Vitalko verkleden Balthazar en zijn handlanger zich in de luchthaven als rabbijnen, net als De Funès in de film Les Aventures de Rabbi Jacob. De handlanger merkt zelfs op dat hij het gevoel heeft er bij te lopen als in "een oude Louis de Funès-film".
- De Funès speelt in nog drie andere stripverhalen een rol. In Lucky Luke verschijnt hij in het album De eenarmige bandiet, in Asterix op Corsica is hij gouverneur van Corsica en in Stam en Pilou komt hij als zichzelf voor in Opa's Grote Vakantie.

## Populairste films
De tabel rangschikt zijn populairste films naar het aantal bioscoopbezoekers.
| Film                                | Aantal bezoekers (x 1 miljoen) |
| ----------------------------------- | ------------------------------ |
| La grande vadrouille                | 17,2                           |
| Le corniaud                         | 11,7                           |
| Le gendarme de Saint-Tropez         | 7,8                            |
| Rabbi Jacob                         | 7,3                            |
| Les grandes vacances                | 7,0                            |
| Le gendarme se marie                | 6,8                            |
| Le gendarme et les extra-terrestres | 6,2                            |
| Oscar                               | 6,1                            |
| L'aile ou la cuisse                 | 5,9                            |
| La folie des grandeurs              | 5,56                           |
| Le petit baigneur                   | 5,54                           |
| Fantômas                            | 5,49                           |